# Beleg van Musashi-Matsuyama (1563)
Het Beleg van Musashi-Matsuyama vond plaats in 1563, tijdens de Japanse Sengoku-periode. Het was een succesvolle poging van een gecombineerde troepenmacht van de Takeda en Hojo om kasteel Musashi-Matsuyama te heroveren op de Uesugi-clan; De Hojo hadden het kasteel veroverd op de Uesugi bij het Beleg van 1537, maar verloren het weer in 1563.
Kasteel Musashi-Matsuyama, gelegen in de provincie Musashi, wordt zo genoemd om onderscheid te maken met andere kastelen in Japan met de naam kasteel Musashi. Het kasteel werd heroverd door de Uesugi, die het zesentwintig jaar eerder aan de Hojo verloren hadden, maar werd vlak daarna alweer belegerd door troepen van de Hojo en Takeda en wederom verloren. Het belegeringsleger, onder leiding van Takeda Shingen en Hojo Ujiyasu, zette een team van mijnwerkers in om onder de verdediging van het kasteel door te graven. Dit gaf een groot deel van hun troepen een makkelijke toegang tot het kasteel. Het beleg was succesvol en het kasteel viel.